# Pearl River (Missisipi)
Pearl River – jednostka osadnicza w Stanach Zjednoczonych, w stanie Missisipi, w hrabstwie Neshoba.